# Charles-Gaston Levadé
Charles Gaston Levadé est un compositeur français né le 3 janvier 1869 à Paris 9e et mort le 27 octobre 1948 à Cabourg.
Élève de Jules Massenet, Grand prix de Rome 1899, il est l'auteur d'œuvres de musique de chambre, de mélodies, de musiques religieuses, d'œuvres dramatiques et d'opéras comiques. Il a remporté, à son époque, un très grand succès.

## Biographie
À l’âge de 13 ans, Charles Levadé entre au Conservatoire de Paris où il  suit les cours de solfège d’Albert Lavignac, de Charles de Bériot, Georges Mathias, Auguste Bazille. C'est chez Lavignac, quelques années plus tard, qu'il rencontre Erik Satie qui lui dédicace une de ses Ogives et une de ses Gymnopédies. 
Mais c’est surtout avec Jules Massenet que  Charles Levadé arrive à la plénitude de son talent. Massenet compte parmi ses élèves un nombre impressionnant de Grand prix de Rome. En 1911, l'élève rend hommage à son maître en écrivant dans les Annales politiques et littéraires du 17 décembre 1911 : « Un des grands talents de Massenet était de faire comprendre, aimer, approfondir, en chantant lui-même  et en exécutant au piano les œuvres des maîtres. Il nous jouait souvent Schubert et Schumann, comparant leurs différents génies jusque dans les plus petites nuances (...) ».
Après la démission de Massenet en 1896, Levadé suit les cours de Charles Lenepveu et obtient le Grand prix de Rome en 1899 avec sa cantate Callirhoé sur un texte d’Eugène Adénis.
Ses débuts en public sont assez rapides, dès 1895 il produit une pantomime japonaise : Cœur de magots, une saynète créée au Grand-Guignol en 1897, et un opéra de salon en 1903. Mais son succès commence vraiment avec un opéra en trois actes : Les Hérétiques, tragédie lyrique sur poème de Ferdinand Hérold. En 1908, il compose la musique de La Courtisane de Corinthe, sur un texte de Michel Carré et Paul Bilhaude qui sera montée en 1908 par Sarah Bernhardt, puis Les Fiançailles de l'ami Fritz, d'après Erckmann-Chatrian en 1919.
Suivront d'autres adaptations musicales de textes littéraires comme Le Capitaine Fracasse, livret d'Émile Bergerat et Michel Carré, comédie lyrique tirée du roman de Théophile Gautier et en 1929, La Peau de chagrin, comédie lyrique en quatre actes d’après Balzac, livret de Pierre Decourcelle et Michel Carré, puis La Rôtisserie de la reine Pédauque, comédie lyrique en quatre actes d'après le roman d'Anatole France en 1934.
Charles Levadé est aussi un compositeur de chansons populaires (J’ai cueilli le lys, 1912), de musique symphonique, (Prélude religieux pour orchestre à cordes), de berceuse pour piano et violon et de musique religieuse : Prélude religieux pour orgue, Agnus Dei pour chœur, Psaume CXIII pour soli, chœur et orchestre.

## Œuvres
Liste partielle
- Antigone, cantata, 1893
- Clarisse Harlowe, cantate, 1895

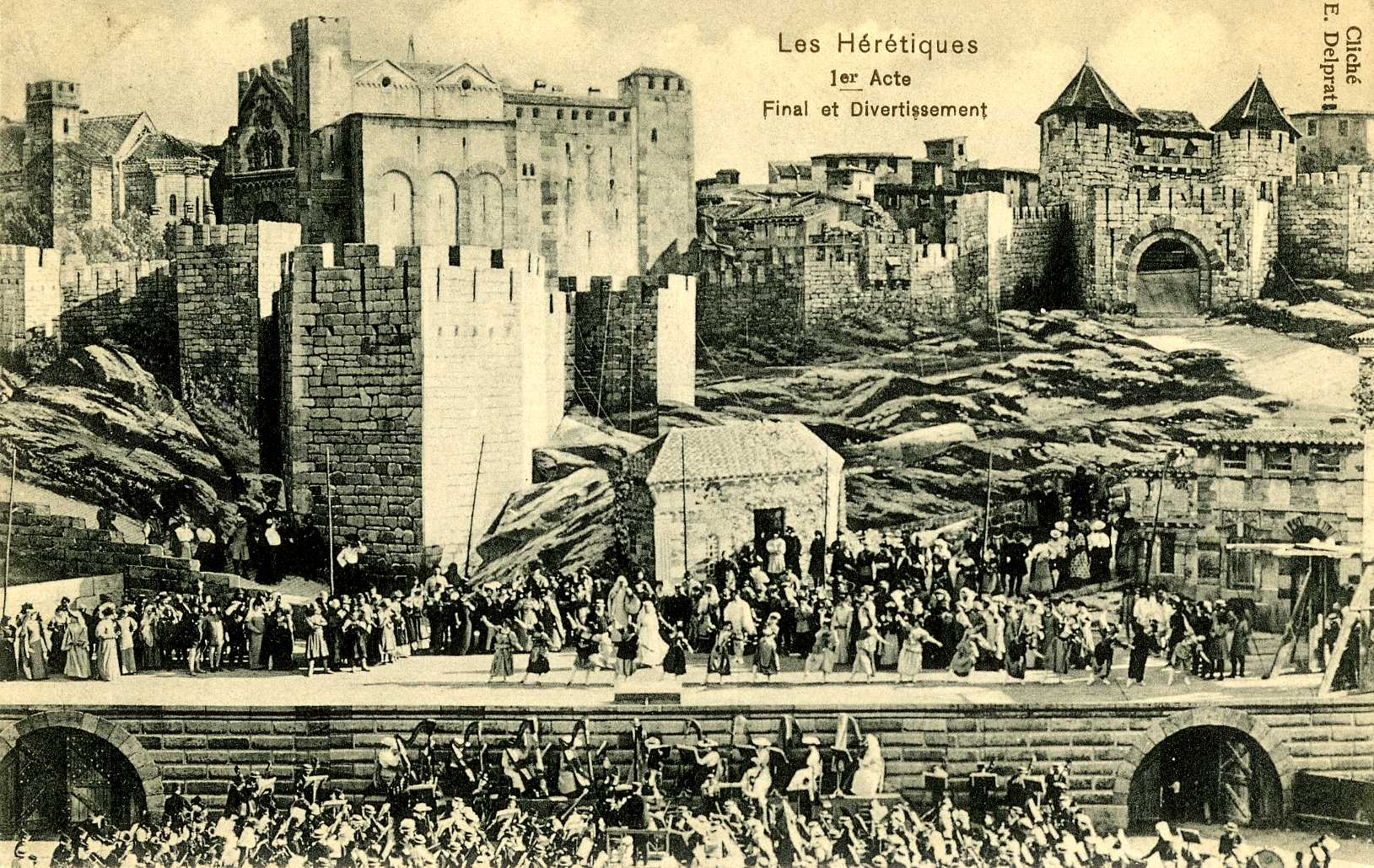
Les Hérétiques, Théâtre des Arènes à Béziers

- Cœur de Magots, pantomime japonais, 1895
- Mélusine, cantata, 1896
- Hortense, couche-toi ! par Georges Courteline, Théâtre du Grand-Guignol, 1897
- Callirhoé, cantate, 1899
- L’amour d’Héliodora, Opéra de Salon, 1903
- Les Hérétiques, poème de Ferdinand Hérold, Théâtre des Arènes à Béziers[2], livret de Ferdinand Hérold. 1905
- Musique de scène, La Courtisane de Corinthe[3] de Michel Carré et Paul Bilhaud, 1908
- Les Fiançailles de l'ami Fritz par Jean-Marc d’Anthoine, 1919
- La Rôtisserie de la reine Pédauque, adaptée par Georges Docquois, 1920
- Caroles de Noël, opéra, 1923
- Sophie, opéra comique d'après Louis Tiercelin, Georges Docquois et Alfred Aubert, 1923
- La Peau de chagrin, comedie lyrique, tiré de La Peau de chagrin de Honoré de Balzac par Pierre Decourcelle et Michel Carré, 1929
- Le Capitaine Fracasse, comedie par Émile Bergerat et Michel Carré tiré du roman de Théophile Gautier
- Prélude religieux pour orchestre de cordes
- Danses alsaciennes pour Grande Orchestre
- Feuilles d’album pour Grande Orchestre